# Acoustic Selection
『Acoustic Selection』（アコースティックセレクション）は、ナイトdeライトの通算4枚目のアルバム。2016年2月17日発売。

## 概要
ナイトdeライト結成10周年記念作品として制作されたAcoustic  Album。前作『Familia』から約11ヶ月振りのオリジナルアルバム。ミニアルバムは『nonfiXion』に続き4作目。
2016年2月7日、アルバムを2月17日にリリースすることと収録曲を発表。
今作は全曲アコースティックでアレンジされている。

## 担当
- 平野翔一：ボーカル
- 三橋恵之矩：アコースティックギター
- 長沢紘宣：アコースティックギター、コーラス、フレットレスベース(M-2,5)
- 田中満矢：パーカッション、ピアノ(M-4)、ハーモニカ(M-3)、キーボード(M-5)

## 収録曲

### リスト
| 全作詞・作曲: 長沢紘宣。 |                               |          |            |      |
| #                        | タイトル                      | 作詞     | 作曲・編曲 | 時間 |
| 1.                       | 「トドケウタ」                | 長沢紘宣 | 長沢紘宣   | 4:09 |
| 2.                       | 「バランスボーイ」            | 長沢紘宣 | 長沢紘宣   | 4:19 |
| 3.                       | 「ブランコ」                  | 長沢紘宣 | 長沢紘宣   | 5:15 |
| 4.                       | 「ハンドル」                  | 長沢紘宣 | 長沢紘宣   | 5:45 |
| 5.                       | 「シンボウ人」(Acoustic ver.) | 長沢紘宣 | 長沢紘宣   | 4:15 |
| 6.                       | 「白彗」                      | 長沢紘宣 | 長沢紘宣   | 5:14 |
| 合計時間:                | 合計時間:                     | 28:57    |            |      |

### 収録曲について
※作詞と作曲はすべて長沢紘宣。
1. トドケウタ
ナイトdeライト最初のオリジナル曲。10年経ってようやく収録された。
CD歌詞カードには「作詞/作曲:長沢紘宣」と記載されているが、三橋恵之矩との共作。
2. バランスボーイ
3. ブランコ
2017年7月30日にZepp DiverCity (Tokyo)で行われたライブでは、長沢がソロ（愛称：ナガサワヒロノミ）で演奏と歌を歌った。
前身バンド「3to1」の頃からあった曲。
4. ハンドル
伴奏は、田中が奏でるピアノのみ。
5. シンボウ人
1stアルバム収録曲。
アコースティックバージョンでボサノバ調にアレンジされている。
発売前にラジオカロスサッポロ「ナイトdeライトの所帯持ったっていいじゃない」で音源を初公開。
6. 白彗
北海道湧別町でおこった遭難事故[2]を元に、父の愛を歌った歌。
4th Album『SHIFT』に、別の2バージョンが収録された。

## ナイトdeライト 結成10周年記念コンサート「トドケウタ」
|   | 開催日         | 開催地 | 会場       | 備考          |
| - | -------------- | ------ | ---------- | ------------- |
| 1 | 2016年4月9日   | 札幌   | 道新ホール | 700人を動員。 |
| 2 | 2016年11月16日 | 大阪   | ESAKA HALL |               |